# Sint-Barbarakerk (Krakau)
De Sint-Barbarakerk (Pools: Kościół św. Barbary; Duits: St.-Barbara-Kirche) is een rooms-katholiek kerkgebouw in de Poolse stad Krakau en hoort op grond van haar geschiedenis, haar architectuur en kunstschatten tot de bijzonder karakteristieke bouwwerken van de historische binnenstad van Krakau. De kerk is door de geschiedenis nauw verbonden met de naastgelegen Mariakerk, werd herhaaldelijk verbouwd en verenigt de stijlen gotiek en barok tot een schilderachtig geheel.

## Geschiedenis

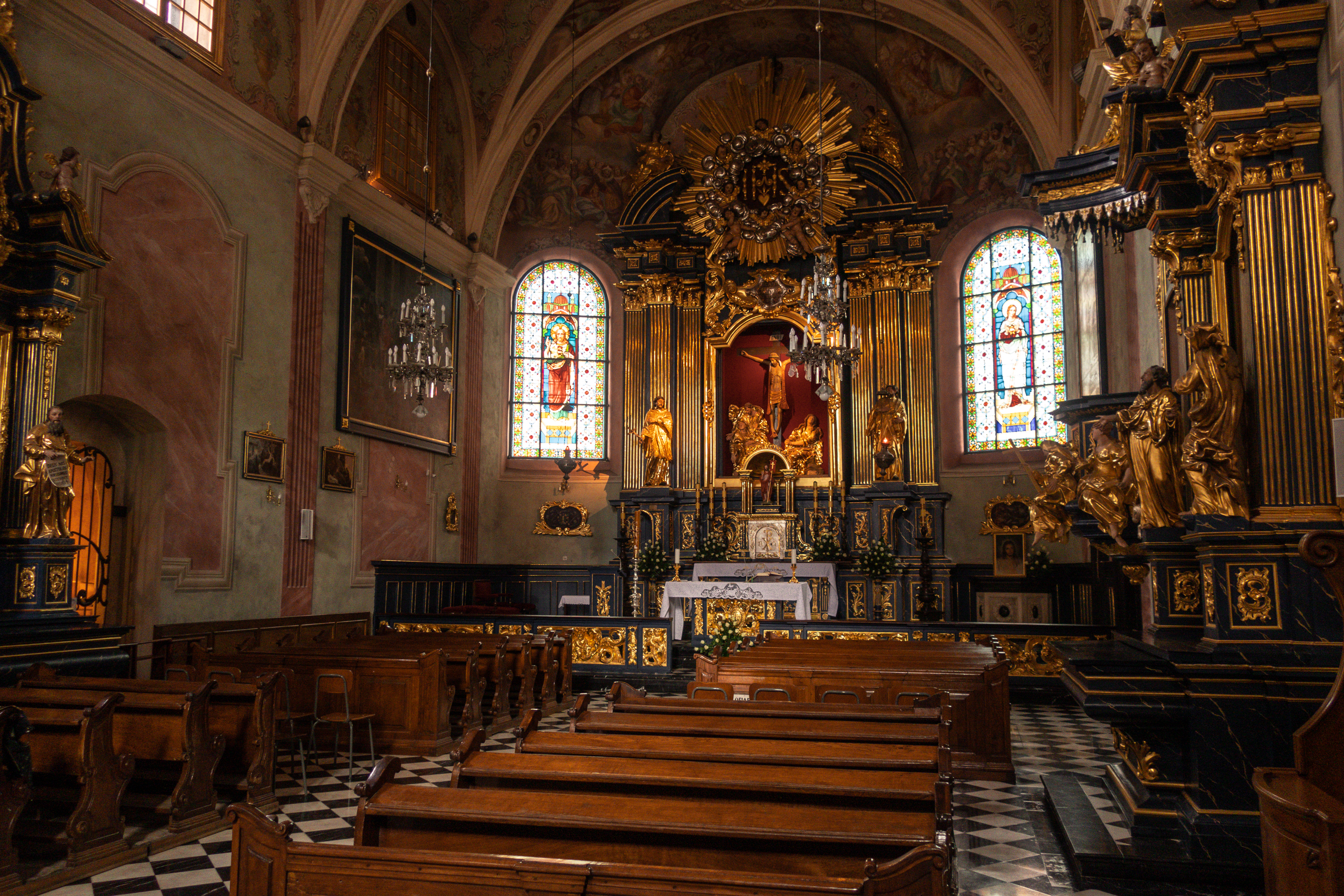
Interieur

Over de oorsprong van de Barbarakerk is weinig bekend. Volgens een oude legende zou de Barbarakerk tegelijk met de Mariakerk zijn ontstaan. De bouwlieden die de Mariakerk bouwden zouden van het overgebleven materiaal de Barbarakerk als votiefgave hebben gebouwd. Het is echter waarschijnlijker dat een kerkhofkapel de oorsprong vormde van de huidige Barbarakerk.    
In de jaren 1394-1402 werd de drie traveeën tellende kapel met twee traveeën vergroot tot een kerk. Destijds bezat de kerk naast het hoogaltaar al vier zijaltaren.
Door de groei van de Duitstalige bevolking werden in de loop van de tijd de preken in de Poolse taal uit de Mariakerk naar de Barbarakerk verdrongen. In de winter van 1536-1537 gebood koning Sigismund I tijdens de zitting van de Sjem in Krakau echter het Pools in de Mariakerk opnieuw in te voeren. De Barbarakerk werd als gevolg van dat besluit de kerk voor de Duitstalige bevolking.
In 1583 werd de kerk overgedragen aan de Jezuïeten. De orde werd in 1773 verboden, maar sinds 1874 is het weer een jezuïtisch kerkgebouw.  
Na 1945 werd er door de anti-Duitse houding van de communistische regering niet meer in het Duits gepreekt. Vanaf 1997 wordt de Heilige Mis in de Barbarakerk op zon- en feestdagen ook weer in het Duits gelezen.
Sinds het jaar 2002 werden kosten noch moeite gespaard om de kerk te restaureren. Er werd begonnen met de reiniging van de muren en in 2003 werd ook het interieur opgeknapt. 

## Kunstwerken
In de laatgotische Getsemanekapel, een bijgebouw grenzend aan de westelijke gevel, bevindt zich tegen een achtergrond van muurschilderingen een beeldengroep van Christus en de slapende apostelen op de Olijfberg. Het zuidelijke deel van de kapel vormt tevens het hoofdportaal van de kerk. Een groot kruisbeeld uit de jaren 1410-1420 vormt onderdeel van het door barokke beelden omgeven 18e-eeuwse hoogaltaar. In een nis tegenover de barokke kansel staat een van de belangrijkste kunstwerken van de kerk: een gotisch vesperbeeld uit 1420. Het gewelf van de kerk is rijk versierd met stucwerk. De beschildering van het gewelf werd in 1765 aangebracht door Francis Ignatius Molitor. 
Het orgel van de orgelbouwfirma Rieger dateert van 1894. Het kegelladen-instrument heeft 16 registers verdeeld over twee manualen en pedaal. De speel- en registertracturen zijn mechanisch. 

## Trivia
In de kerk ligt Jakub Wujek begraven. Hij was de eerste vertaler van de Bijbel in het Pools.

## Afbeeldingen

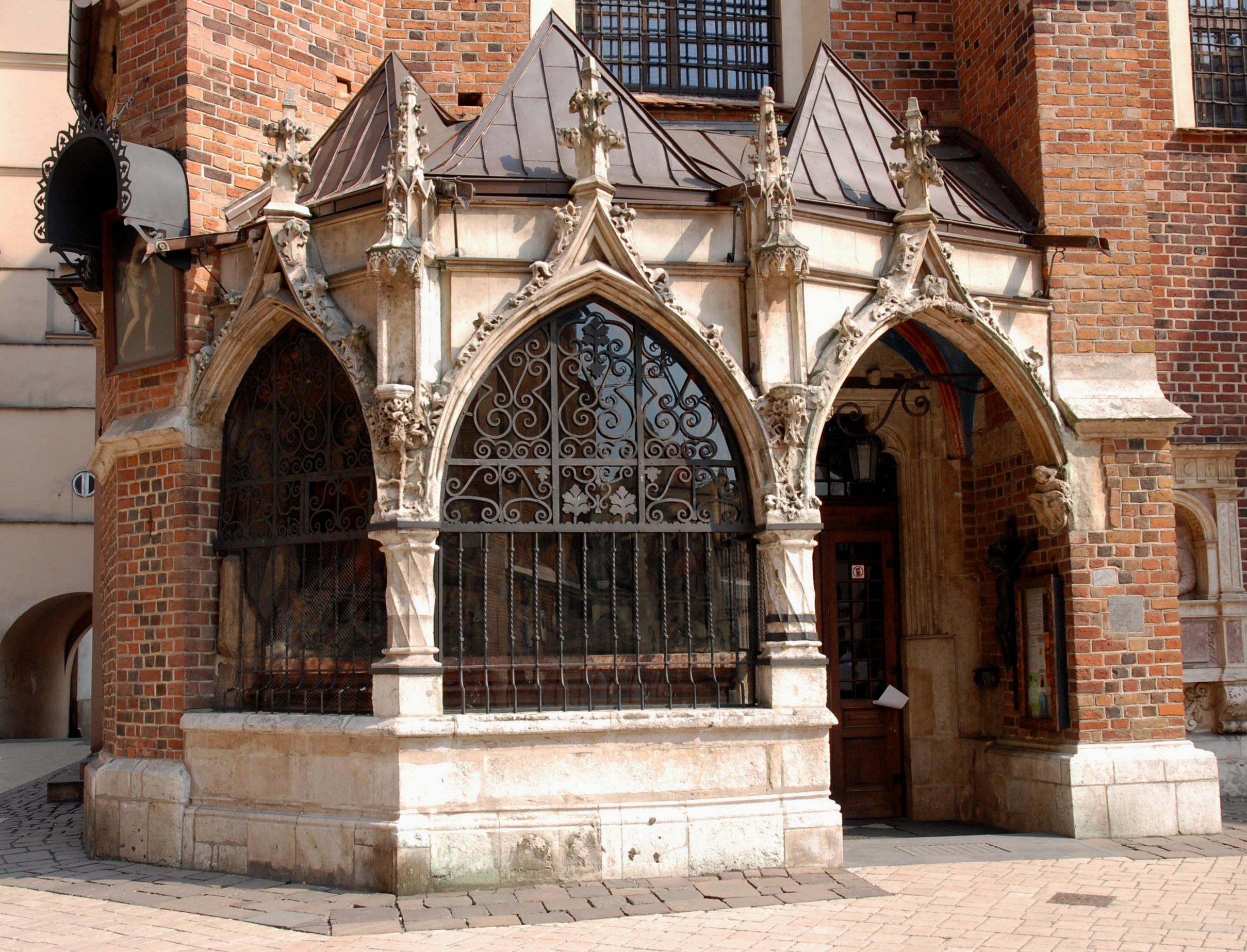
Getsemanekapel
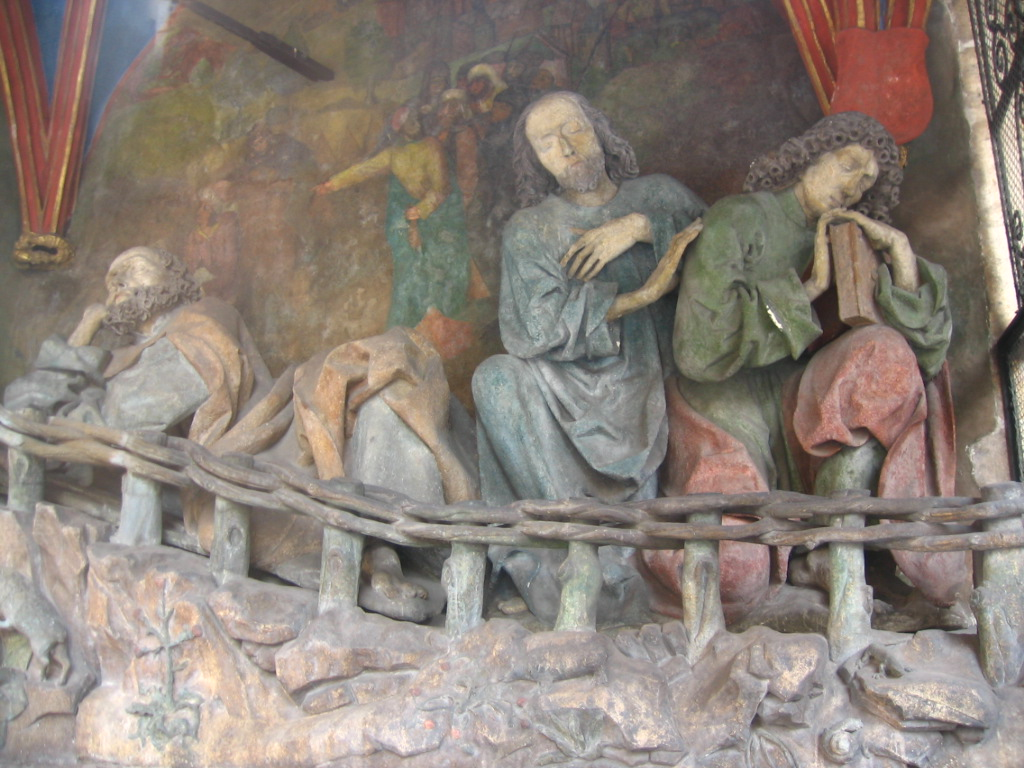
Slapende apostelen in de Getsemanekapel
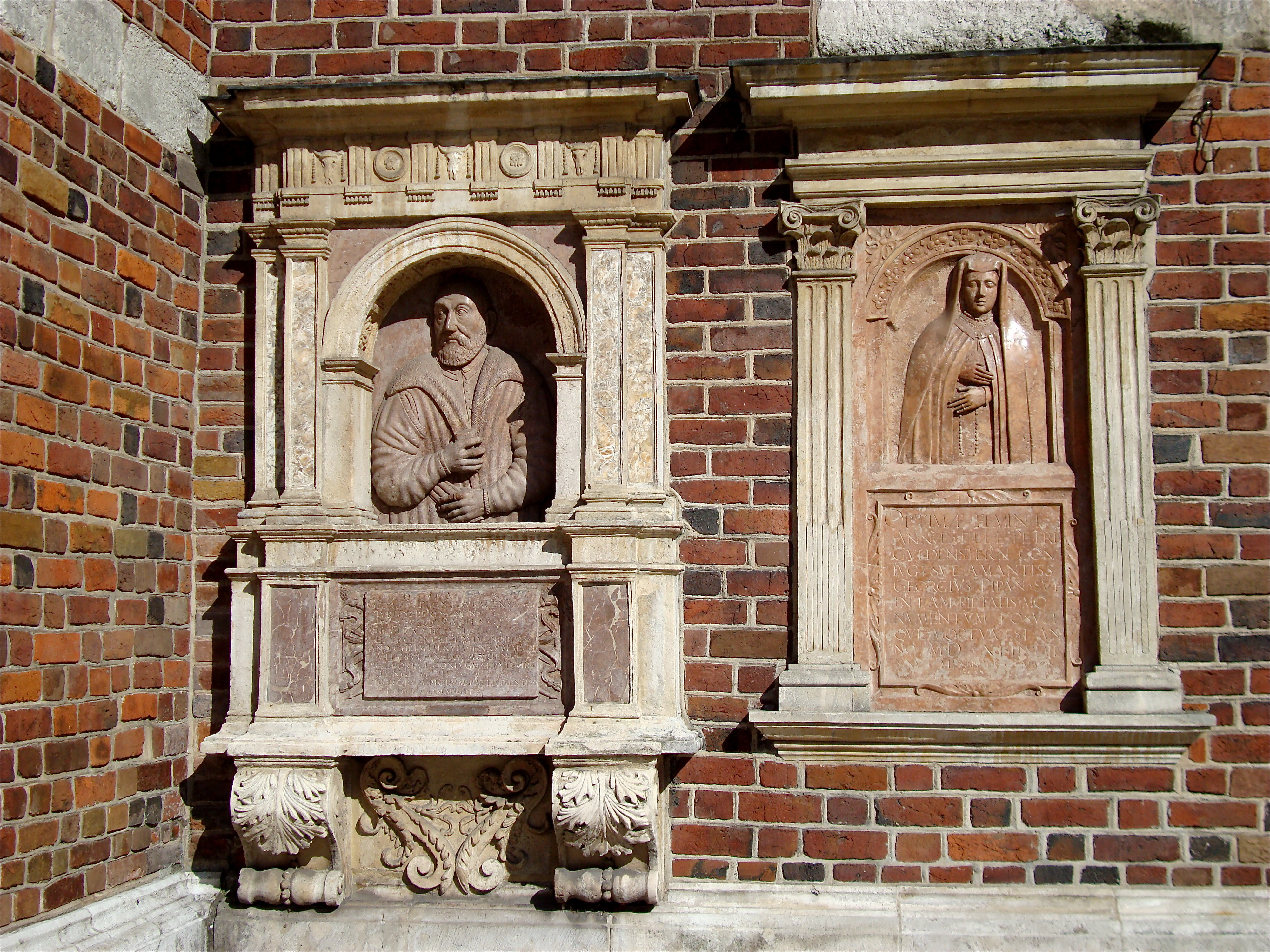
Epitafen aan de buitenmuur
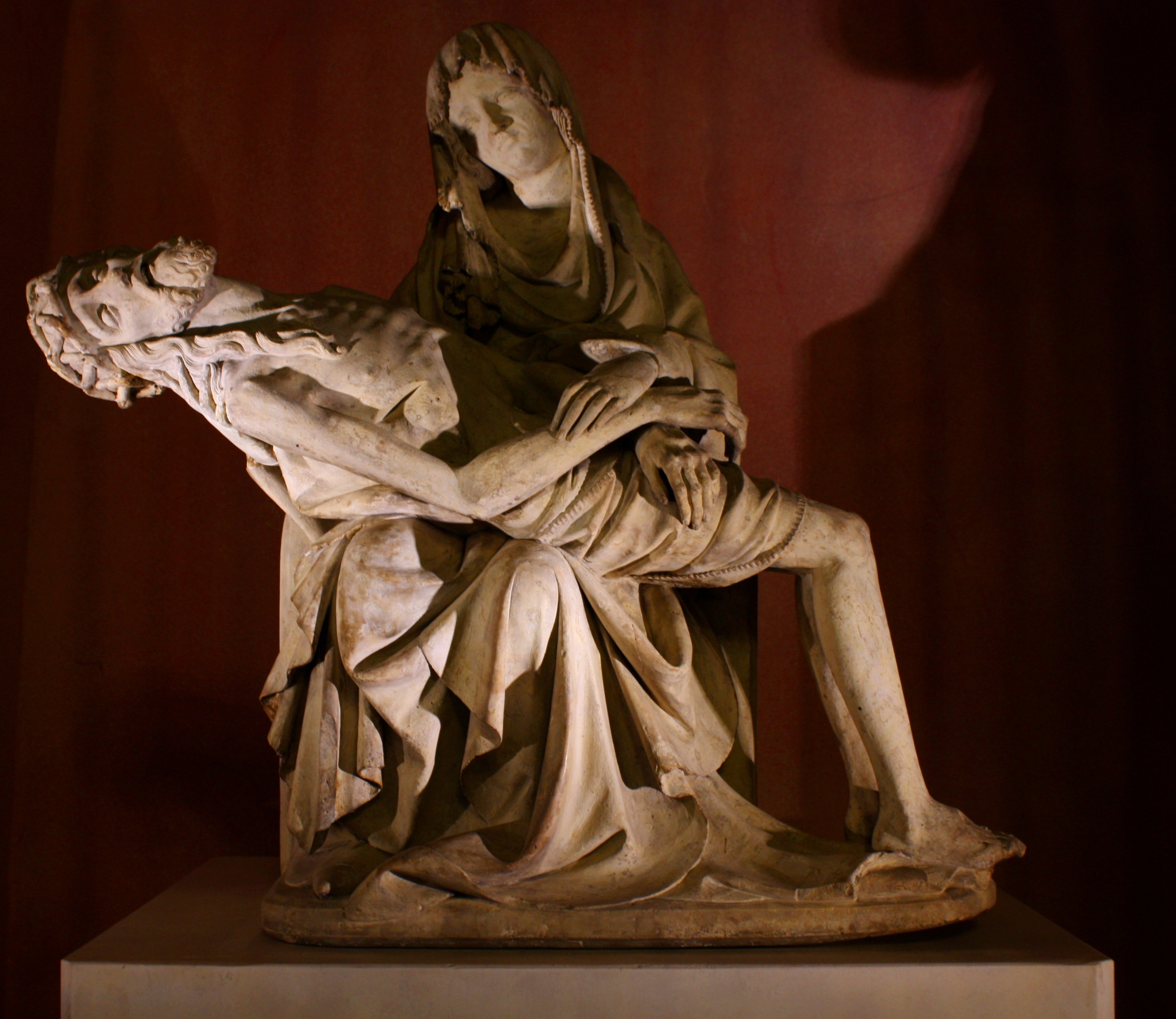
Piëta